# 巴音乡
巴音乡，是中国内蒙古自治区乌兰察布市察哈尔右翼中旗下辖的一个乡镇级行政单位。

## 行政区划
巴音乡共辖以下地区：
西水泉村、蒙独脑包村、中不浪村、小海子村、大北公司村、西不浪村、八犋牛村。